# دارن کلارک
دارن کلارک (انگلیسی: Darren Clarke؛ زادهٔ ۱۴ اوت ۱۹۶۸) گلف‌باز اهل بریتانیا است.